# Le Tournai City
Le réseau de bus de la ville de Tournai (sous le nom de Le Tournai City ) est exploité par le TEC, direction « Hainaut ». En 2014, le réseau de bus urbain compte sept lignes urbaines qui relient plusieurs entités autour de Tournai avec le centre et la gare de Tournai. La plupart des lignes ont le même itinéraire les unes des autres, la plupart des lignes ayant également des itinéraires différents par trajet.

## Flotte
Le réseau de la ville de Tournai est entièrement exploité par le dépôt tournaisien du TEC. Le TEC a spécialement décoré un certain nombre de bus pour le réseau urbain afin de donner une identité typique à Tournai à ce dernier. Quelques bus circulant également sur le réseau régional circulent sur certaines lignes du Tournai City. 

### Flotte actuelle
En 2017, les bus suivants desservent le réseau de la ville.
| Série     | Nombre | Fabricant | Taper | Remarque |
| --------- | ------ | --------- | ----- | -------- |
| 3171-3184 | 14     | Van Hool  | A309  |          |

### Ancienne flotte
Avant 2017, les bus suivants desservaient le réseau de la ville, mais ont depuis été remplacés ou sont hors service.
| Série           | Nombre | Fabricant | Taper | Remarque |
| --------------- | ------ | --------- | ----- | --- |
| 3303, 3305-3311 | 8      | Van Hpol  | A120  | Portait déjà une palette de couleurs spéciale à l'époque de la SNCV. Durant l'année 1994, les bus ont été repeints suivant les couleurs typiques du TEC. |
| 3551-3555       | 5      | Van Hool  | AG280 | Circulaient habituellement sur le réseau régional et occasionnellement sur le service urbain.                                                            |
| 3631-3638       | 8      | Van Hool  | A300  | Portait une livrée spéciale |
| 3960-3976       | 17     | Van Hool  | A508F | Les 3960 à 3966 circulaient sur le réseau régionale. Les 3967 à 3976 portait une livrée spéciale.                                                        |

## Situation actuelle
En 2023, il y a sept lignes urbaines. Vous trouverez ci-dessous un tableau avec les lignes urbaines actuelles qui circulent pendant la journée.
| Doubler | Procédure                                                                                   | Fréquence | Arrêts principaux | Remarque                             |
| ------- | ------------------------------------------------------------------------------------------- | --------- | --- | ------------------------------------ |
| B       | Kain - Tournai - Orcq - Marquain - Lamain - Hertain - Blandain                              | 60'       | Église Notre-Dame de la Tombe, Centre de Kain, Gare de Tournai, Dôme, Beffroi ( Beffroi de Tournai ), Palais de Justice, Saint Lazare, Ancienne Gare de Blandain, École du Château |                                      |
| K       | Blandain - Hertain - Lamain - Marquain - Orcq - Tournai - Kain / Froyennes - Tournai - Kain | 20' - 60' | Église Notre-Dame de la Tombe,Centre de Kain, Gare de Tournai, Dôme , Beffroi , Palais de Justice, Saint Lazare, Ancienne Gare de Blandain, Avenue de Gaulle, École du château     | L'itinéraire diffère selon le voyage |
| R       | Froyennes - Tournai - Rumillies - Warchin - Tournai                                         | 60'       | Avenue de Gaulle, Grand Place, Gare de Tournai, Dôme , Beffroi, Saint-Brice ( Église Saint-Brice ), École du Château                                                               | L'itinéraire diffère selon le voyage |
| v       | Tournai - Chercq - Vaulx                                                                    | 60'       | Gare de Tournai, Dôme, Beffroi , Saint-Brice (Église Saint-Brice), Prison, École du Château                                                                                        |                                      |
| W       | Froyennes - Tournai - Warchin - Rumillies - Tournai                                         | 60'       | Gare de Tournai, Dôme, Beffroi (Beffroi de Tournai), Saint-Brice , Prison, École du Château                                                                                        | L'itinéraire diffère selon le voyage |
| Z       | Tournai - Froyennes                                                                         | 70'       | Gare de Tournai, Dôme, Grand Place |                                      |
| Z/      | Kain- Tournai - Froyennes                                                                   | 20' - 60' | Gare de Tournai, Dôme , Palais de Justice | L'itinéraire diffère selon le voyage |